# Албърт Хъл
Вижте пояснителната страница за други личности с името Хъл.
Албърт Уолъс Хъл (Albert Wallace Hull, 19 април 1880 – 22 януари 1966) е американски физик-радиотехник, изобретател, технолог. Хъл разработва технологията за сигурна спойка между метал и стъкло на основата на платинит и през 1924 – 1926 г. подготвя производството на първите серийни тетроди. Хъл изобретява вакуумния мълниезащитен искров разрядник, динатрона (1914 – 1918), магнетрона (1921), тиратрона (1927 – 1929). Давайки на своите изобретения гръцки имена, той залага традицията в развитието на езика на радиотехниката в англоезичния свят.
Цялата научна дейност на Хъл преминава в изследователската лаборатория на „General Electric“ в Скънектади. Трудовете на тримата експериментатори – Хъл, Ървинг Лангмюр и Уилям Кулидж залагат научния и технологичен фундамент, на който се развива радиотехническият отдел на „General Electric“.

## Биография
Хъл израства в животновъдна ферма в Кънектикът. В училище той има щастието да се срещне с талантлив педагог-филолог, студент от Йейлския университет, който учителства в селското училище, за да плаща следването си. Хъл, по думите му, буквално е заразен от античната култура и за година-две усвоява древногръцки език. Завършил училище, той, със стотина долара в джоба, заминава за Йейлския университет, постъпва в филологическия факултет, и още след четири месеца получава покана да преподава гръцки език. След завършване на университета Хъл започва да преподава немски и френски език в частно училище в Олбани. Преподаването на съвременни езици не го интересува много, и Хъл решава да смени специалността си – започва магистратура във физическия факултет на Йейлския университет, получава диплом на физик и след това работи пет години във физическата лаборатория на Устърския политехнически институт. Лабораторните изследвания на открития фотоелектричен ефект не носели особени успехи. Тогава Хъл попада на провеждащото се в Ню Хейвън събрание на Физическото общество. Там Хъл е забелязан от Ървинг Лангмюр и Уилям Кулидж от изследователската лаборатория на General Electric в Скънектади, и в началото на лятото на 1913 г. ръководителят на лабораторията Уили Уитни предлага на Хъл сезонна работа в GE.
На възраст 34 години Хъл за пръв път попада в обстановката на действително водеща научна лаборатория. През 1914 г. Хъл изобретява динатрона – триелектродна електронна лампа с ярко изразен динатронен ефект. Следва „плиодинатрон“, съвместяващ идеите от динатрона на Хъл и „плиотрона“ на Лангмюр. Тези лампи не стигат до серийно производство, но дават възможност за практическо изучаване на вторичната емисия и отрицателното съпротивление.
През 1915 г. Хъл се заинтересува от работата на Уилям Лорънс Браг по спектроскопия. Към този момент Браг успява експериментално да изучи и опише ред кристални структури, но кристалната структура на желязото не се поддавала на разшифроване. Хъл се заема с кристалографията на желязото, като достига и до два странични резултата. Първо, Хъл, независимо от Петер Дебай и Паул Шерер, разработва метода прахова рентгенова дифракция за анализ на кристалите (метод на Дебай – Шерер – Хъл). През 1923 г. работите на Хъл по кристалография на металите са удостоени с медала на Потс (Howard N. Potts Medal). Второ, при разработката на блока за захранване на рентгенов апарат Хъл за пръв път използва, а след това патентова схемата на кенотронен токоизправител c П-образен CLC-филтър. Именно такива филтри впоследствие са използвани в повечето американски радиоприемници.
След влизането на САЩ в Първата световна война Лангмюр, Кулидж и Хъл са мобилизирани за разработването на средства за борба с подводници за флота. Работейки в секретната база на ВМФ в Нехант, те разработват акустичните системи C-tube и K-tube, постъпили на въоръжение през 1918 г. и използващи пиезоелектричен сензори от кристали на сегнетова сол.
През 1920 г. Хъл представя идеята за магнетрона – радиолампа, генерираща трептения при взаимодействието на поток от електрони с магнитно поле. През онези години в радиотехниката съществувала патова ситуация: основните технически решения във вакуумната техника са намерени, но ключовите патенти за мощни вакуумни лампи принадлежали на три конкуриращи се корпорации. За да заобиколи патентния тупик, Хъл предлага конструкция на лампа с магнитно, а не с електростатично управление на тока. Хъл и Елдер успешно построяват и изпитват първия линеен магнетрон, а през 1929 г. – и „акситрон“, магнетрон, управляван чрез тока на отоплението на катода. Лампата на Хъл-Елдер доказва своята работоспособност, но не успява да реши патентната криза. Производството на мощни лампи става возможно едва след като RCA получава контрол над всички необходими патенти. Изобретението на Хъл остава непотърсено до края на 1930-те години. През 1940 г. британците Джон Рендъл и Хари Бут (на английски: Harry Boot) развиват идеите на Хъл и изобретяват резонансния магнетрон, станал основен тип излъчвател в радиолокационните инсталации. Друго направление в дейността на Хъл, непосредствено свързано с проектирането на мощни радиолампи, са изследванията на спойките между метал и стъкло. Хъл и Луис Нейвис определят кръг от пригодни за спойка сплави, намират формулата на идеалната сплав (платинит или фернико) и разработват базовите технологии за спояване на тези сплави със стъклото.
През 1923 г. на Хъл е възложено да изследва природата на шумовете в триодите. Намаляването на нивото на шума, който в тогавашните триоди е бил недопустимо голям, би позволило да се строят на триоди съвършени суперхетеродинни приемници. Хъл установява, че основната преграда по пътя към хетеродина е т.нар. статичен шум. Един от начините за решаване на проблема би бил преходът от триод към екранирана лампа (тетрод), предложена за пръв път от Валтер Шотки през 1918 г. През 1924 – 1925 г. групата на Хъл активно експериментира с тетроди, и през ноември 1926 г. представя за разглеждане от RCA, основен клиент на General Electric, перспективен образец за масово производство. През октомври 1927 г. лампата започва да се произвежда серийно под името UX222. Друго направление в дейността на Хъл става изучаването на механизма на разрушаване на катодите във вакуум и в газови среди. Хъл определя условията за безопасна работа на катодите, което му позволява да създаде практически образци на газонапълнени вентили – „фанотрон“ и тиратрон. Тиратронът, по мнението на биографите на Хъл, става неговото най-важно изобретение. Именно Хъл проектира тиратронните инвертори, монтирани на първата демонстрационна електропроводна линия за постоянен ток в САЩ.
През 1920-те години GE активно използва образите на Лангмюр, Кулидж и Хъл в PR. Пресата представя експериментаторите като безупречни герои на своето време, а лабораторията на GE започват да наричат „къщата на чудесата“ (на английски: The House of Magic). През 1929 г. Хъл е избран за член на Националната академия на науките на САЩ, а през 1942 г. той става председател на Американския физически институт. Към момента на излизането си в пенсия през 1949 г. Хъл е автор на 94 патента и 74 научни стати.

## Цитирана литература
- McNicol, D. M. Radio's conquest of space: the experimental rise in radio communication.   New York, Murray Hill Books, 1946. с. 320-321.
- Reich, L. S. The Making of American Industrial Research: Science and Business at GE and Bell, 1876 – 1926.   Cambridge University Press, 2002. ISBN 9780521522373.
- Sōgo Okamura. History of electron tubes.   Tokyo, Ohmsha Ltd. / IOS Press, 1994. ISBN 9789051991451.
- Suits, C. G. and Laferty, J. M. Albert Wallace Hull.   Columbia University Press, 1970, 215 – 233 с.